# Олейников, Андрей Иванович
Андрей Иванович Олейников (1898—1990) — советский военачальник, генерал-майор. Участник Великой Отечественной войны.

## Биография
Родился в 1898 году. Русский. Член КПСС. С февраля 1917 года служил в Русской императорской армии, в мае дезертировал. В Красной Армии с мая 1918 года. В 1920 году окончил кавалерийскую школу в Таганроге, которая была переименована в кавалерийское училище имени С. М. Будённого. Участник Гражданской войны в России. 
В 1936 году окончил Военную академию имени М. В. Фрунзе с отличием, в 1939 году — Академию Генерального штаба. Участвовал в боях на реке Халхин-Гол.
С 1941 года участник Великой Отечественной войны. Во время Прохоровского сражения возглавлял штаб 95-й стрелковой дивизии в звании полковника, а с 6 ноября 1943 по 11 мая 1945 командовал 95-й гвардейской стрелковой дивизией. С 17 января 1944 — генерал-майор. Окончание войны встретил в Праге. Умер в 1990 году.
Автор мемуаров «Рожденная на землях Запорожских», посвящённых 95-й Полтавской гвардейской стрелковой дивизии.

## Награды
Награждён двумя орденами Ленина, тремя орденами Красного знамени, двумя орденами Красной Звезды, двумя орденами Отечественной войны I степени, орденами Суворова, Кутузова, Богдана Хмельницкого, медалями и орденами других государств.

## Сочинения
- А.И. Олейников. Рожденная на землях Запорожских : 95-я Полтав. гв. стрелковая дивизия / Лит. запись М. М. Гилелаха. — 2-е. — Киев: Политиздат Украины, 1980. — 178 с.